# ユージュノエ設計局
ユージュノエ設計局 (ウクライナ語: Державне конструкторське бюро «Південне» ім. М. К. Янгеля )はソビエト連邦のウクライナ・ソビエト社会主義共和国のドニプロペトロウシクにある人工衛星やロケットやソビエトのICBMを開発していた組織でミハイル・ヤンゲリによって設立された。ユージュノエ設計局は第586設計局だった。

## 概要
この企業はドニプロペトロウシクで機械を生産するユージュマシュと密接に協力する。ユージュマシュはユージュノエ設計局の開発した機種の主生産組織である。

## 歴史
1951年にヤンゲリは軍用ミサイルを生産する南機械工場の設計部門として開設した。
1954年に設計部門はMichael SDOの引率の元で独立した第586設計局として改組された。
DP ユージュノエによって開発された戦略防衛システムはソビエト連邦の戦略ロケットと後の宇宙ロケットを製造する技術の原型となった。
1958年にR-16(8K64)ICBMの1段目と2段目の操舵用エンジンの開発がユージュノエにとって最初の独立した液体燃料ロケットエンジンの開発の経験だった。このミサイルの特徴は推進剤が非対称ジメチルヒドラジン(UDMH)とAK-27の組み合わせだった。1960年に最初の操舵用エンジンの開発に成功してより複雑なR-26(8K66)ミサイルの2段目のRD-853の開発に着手した。1961年にはR-36(8K67)の1段目と2段目の操舵用エンジンの開発に着手した。エンジンは非対称ジメチルヒドラジン(UDMH)新たに酸化剤として四酸化二窒素(NTO)を使用した。
1962年にR-26(8K69)大陸間弾道ミサイル用のNTOとUDMHをガス発生器サイクルで燃焼するRD-854エンジンの設計と試験に着手した。ソビエトの推進技術として最初に燃焼室のためにパイプノズルが開発され、量産された。
1964年にユージュノエはRT-20(8K99)ミサイルの2段目のためにRD-857エンジンの開発に着手した。このエンジンは最初の燃料リッチ二段燃焼サイクルのエンジンだった。RD-857は同様に発生したガスをノズルに極超音速で噴射する推力偏向制御を備えた最初のエンジンでもあった。
ユージュノエも同様にソビエト月計画に関与した。1965年にN-1(11A52)ロケットの月面着陸機のためのブロックEの推進装置の開発に着手した。ユージュノエではRD-858と予備のRD-859で構成される月着陸船の推進装置を開発した。推進装置は月面に軟着陸して離陸して月の楕円軌道上に到達するためだった。1970年11月24日にR-7ロケットによって打ち上げられたT-2K宇宙船で3回の試験に成功した。1966年に開発に着手されたツィクロン-3の3段目で使用されるRD-861は出力重量比が優れていた。
1976年、R-36MUTTh(15A18)の開発中に ユージュノエはRD-864の開発に着手した。RD-864から派生したR-36M-2(15A18M)用のRD-869エンジンは性能が向上した。
1977年に着手したゼニット2の開発でこのロケットではケロシンと液体酸素を使用しており、ユージュノエは同様に同じ推進剤を二段燃焼サイクルで燃焼する軌道修正用のRD-8エンジンを開発した。

## ユージュマシュ
旧ソビエト時代からユージュノエ設計局と密接に協力してきた。ユージュノエ設計局が設計、開発したロケットやミサイルを生産した。

## 製品

### ロケットとミサイル
- ゼニット (ロケット)
- ツィクロン (またはサイクロン),ブラジルでも使用される。
  - ツィクロン-2
  - ツィクロン-3
  - ツィクロン-4
- コスモス-3M
- SS-5 'Skean'
- SS-7 'Saddler' (ニェジェーリンの大惨事も参照)
- SS-8 'Sasin'
- SS-9 'Scarp'
- SS-15 'Scrooge'
- SS-17 'Spanker'
- SS-18 'Satan'/ドニエプル
- SS-24 "Scalpel

### 開発中の製品
- トーラスIIの第一段をオービタル・サイエンシズと共同で開発。